# Buddy Rogers (acteur)
Pour les articles homonymes, voir Buddy Rogers, Charles Rogers et Rogers.
Charles Edward Rogers dit Buddy Rogers est un acteur américain né le 13 août 1904 à Olathe (Kansas) et mort le 21 avril 1999 à Rancho Mirage (Californie). 
Il fut le dernier mari de Mary Pickford.

## Biographie
Charles Rogers est né le 13 août 1904 à Olathe, au Kansas. Il est le fils de Maude et Bert Henry Rogers. Après avoir réalisé ses études à l'Université du Kansas, il se lance dans une carrière d'acteur au milieu des années 1920.
Tromboniste talentueux, compétent sur plusieurs autres instruments de musique, Rogers s'est produit avec son propre groupe de danse dans des films et à la radio. 
Pendant la Seconde Guerre mondiale, il a servi dans la marine américaine en tant qu'instructeur de vol.

### Vie personnelle
Le 24 juin 1937, Rogers épouse l'actrice Mary Pickford dont c'est la troisième noce. Ils se sont rencontrés en 1927 sur le tournage de La Petite Vendeuse, mais ont gardé leur relation secrète jusqu'en 1936, date du divorce de Pickford avec Douglas Fairbanks. Rogers, qui a 11 ans de moins que Pickford, a raconté que Clark Gable se serait moqué de leur relation, lui assurant qu'un mariage avec une si grande différence d'âge ne durerait pas. Rogers fut plusieurs fois accusé de vouloir profiter de la situation et des finances de sa femme et non d'avoir contracté un mariage d'amour.
Trop âgé pour avoir des enfants naturels, le couple décide de recourir à l'adoption. Ils adoptent un garçon, Ronald, en 1943, et une fille, Roxanne, en 1944.
Le couple est resté marié pendant 42 ans jusqu'à la mort de Pickford en 1979.
En 1981, Rogers a épousé en secondes noces l'agent immobilier Beverly Ricono.

### Décès
Rogers est décédé  de causes naturelles à son domicile de Rancho Mirage, en Californie, le 21 avril 1999, à l'âge de 94 ans. Il a été enterré au cimetière Forest Lawn, à Cathedral City, près de Palm Springs. 

## Carrière
En 1925, Bert Rogers envoie une photo de son fils à une compagnie cinématographique en recherche de talents. Le physique du jeune homme est remarqué et Charles part pour New York pour apprendre le métier d'acteur.
Charles, qui prend le surnom de « Buddy », apparaît dans quelques films muets en 1926, mais le film qui marque sa carrière sort en 1927. Dans Les Ailes William A. Wellman, il incarne Jack, aviateur lors de la Première Guerre mondiale, aux prises avec un triangle amoureux en plein conflit, où il tourne aux côtés de Clara Bow et Richard Arlen. Le film est un grand succès, notamment grâce à ses scènes impressionnantes reconstituant des combats aériens, et devient le premier film à être récompensé par un Oscar du meilleur film lors de la première cérémonie des Academy Awards en 1927. Rogers confiera n'avoir été payé que 75$ par semaine pour son rôle.
Très vite remarqué pour son charme et sa beauté, Rogers est surnommé "America's Boyfriend", soit le « petit ami de l'Amérique ». Il obtient un certain succès dans des comédies romantiques, mais sa carrière a du mal à décoller. On ne lui propose plus que des seconds rôles.
Il se tourne alors vers son autre passion, la musique. En 1930, il enregistre deux disques pour Columbia en tant que chanteur solo, accompagné d'un petit groupe de jazz. Il cofonde le groupe de jazz des California Cavaliers. En 1932, il signe avec Victor et enregistre quatre disques pour orchestre de danse avec un groupe organisé par le batteur, et plus tard acteur, Jess Kirkpatrick. En 1938, il signe avec Vocalion et enregistre six disques de swing.

### Engagement philantropique
Buddy Rogers, au cours de sa vie, a profité de sa notoriété pour mettre en avant différentes causes humanitaires et philantropiques. Il s'est ainsi impliqué dans différentes organisations comme le Motion Picture & Television Fund, la Jewish Home for the Aged, la Hollywood stuntmen's Lupus Fundation, la National Conference of Christians and Jews, les Boys Scouts of America, la Navy League, la USC School of Cinematic Arts, et le Los Angeles Philarmonic,.

### Reconnaissance
Pour sa contribution à l'industrie cinématographique, Rogers a une étoile sur le Hollywood Walk of Fame au 6135 Hollywood Blvd, inaugurée le 8 février 1960. 
Respecté par ses pairs pour son travail dans le cinéma et pour son humanitarisme, Rogers a été honoré par l'Académie des arts et des sciences du cinéma du prix humanitaire Jean Hersholt en 1986. Il reçoit la récompense des mains de Bob Hope, ancien présentateur emblématique de la cérémonie, dont c'est la 25e apparition à une soirée des Oscars. Rogers rend hommage à sa première femme en déclarant : « Je vais emmener cet Oscar à la maison et probablement le mettre à côté des deux Oscars de Mary ».
Une étoile de palme d'or sur le Walk of Stars de Palm Springs lui a été dédiée en 1993. 
Les archives de l'Université du Kansas ont un fonds contenant les archives personnelles de Buddy Rogers, données par sa veuve Beverly Ricono à la Fondation Mary Pickford et versé par cette dernière à l'université en 2019.

## Filmographie
- 1926 : Son fils avait raison (Fascinating Youth) de Sam Wood : Teddy Ward
- 1926 : More Pay, Less Work (en) d'Albert Ray : Willia Hinchfield
- 1926 : Aïe, mes aïeux ! (So's Your Old Man) de Gregory La Cava : Kenneth Murchison
- 1927 : Les Ailes (Wings) de William A. Wellman : Jack Powell
- 1927 : La Petite Vendeuse (My Best Girl) de Sam Taylor : Joseph « Joe » Grant
- 1927 : Il faut que tu m'épouses (Get Your Man) de Dorothy Arzner : Robert deBellecontre
- 1928 : Mon rabbin chez mon curé (Abie's Irish Rose) de Victor Fleming : Abie Levy
- 1928 : Tel père, tel fils (Varsity) de Frank Tuttle : Jimmy Duffy
- 1928 : Someone to Love (en) de F. Richard Jones : William Shelby
- 1928 : Red Lips (en) de Melville W. Brown : Hugh Carver / Buddy
- 1929 : Harmonie (Close Harmony) de John Cromwell et A. Edward Sutherland : Al West
- 1929 : Le Célèbre Capitaine Blake (River of Romance) de Richard Wallace : Tom Rumford
- 1929 : Illusion (en) de Lothar Mendes : Carlee Thorpe
- 1929 : Les Voltigeurs de l'espace (Half Way to Heaven) de George Abbott : Ned Lee
- 1930 : Young Eagles de William A. Wellman : lieutenant Robert Banks
- 1930 : Paramount on Parade : Boy Singer (Love Time)
- 1930 : Safety in Numbers de Victor Schertzinger : William Butler Reynolds
- 1930 : Follow Thru (en) de Laurence Schwab et Lloyd Corrigan : Jerry Downes
- 1930 : Heads Up (en) de Victor Schertzinger : Jack Mason
- 1930 : Along Came Youth de Lloyd Corrigan et Norman Z. McLeod : Larry Brooks
- 1931 : Les Bijoux volés (The Slippery Pearls) de  	William C. McGann : lui-même
- 1931 : The Lawyer's Secret de Louis Gasnier et Max Marcin : Laurie Roberts
- 1931 : Le Chemin du divorce (The Road to Reno) de Richard Wallace : Tom Wood
- 1931 : Working Girls de Dorothy Arzner : Boyd Wheeler
- 1932 : This Reckless Age de Frank Tuttle : Bradley Ingals
- 1933 : Best of Enemies (en) de Rian James (en) : Jimmie Hartman
- 1933 : Take a Chance de Monte Brice et Laurence Schwab : Kenneth Raleigh
- 1935 : Dance Band (en) de Marcel Varnel : Buddy Milton
- 1935 : Collège rythme (Old Man Rhythm) de Edward Ludwig : Johnny Roberts
- 1935 : Pirate Party on Catalina Isle
- 1937 : Let's Make a Night of It (en) de Graham Cutts : Jack Kent
- 1937 : This Way Please de Robert Florey : Brad Morgan

- 1941 : Golden Hoofs (en) de Lynn Shores (en) : Dean MacArdle
- 1941 : Mexican Spitfire's Baby : Dennis Lindsey
- 1941 : Sing for Your Supper (en) de Charles Barton : Larry Hays
- 1942 : Mexican Spitfire at Sea : Dennis Lindsay
- 1942 : Twelfth Street Rag
- 1942 : Mexican Spitfire Sees a Ghost : Dennis Lindsay
- 1948 : Tous les maris mentent (An Innocent Affair) de Lloyd Bacon : Claude Kimball

- 1957 : Le Retour de Billy the Kid (en) (The Parson and the Outlaw) d'Oliver Drake : révérend Jericho Jones

## Distinctions
- Oscars 1986 : Prix humanitaire Jean-Hersholt